# Marianaxius
Marianaxius is een geslacht van kreeftachtigen uit de klasse van de Malacostraca (hogere kreeftachtigen).

## Soort
- Marianaxius kroppi Kensley, 1996